# Alfieri Maserati
Alfieri Maserati (Voghera, 23 de septiembre de 1887 - Bolonia, 2 de marzo de 1932) fue un ingeniero automotriz italiano, conocido por fundar y liderar el fabricante de automóviles de carreras Maserati con sus otros hermanos Maserati.

## Biografía

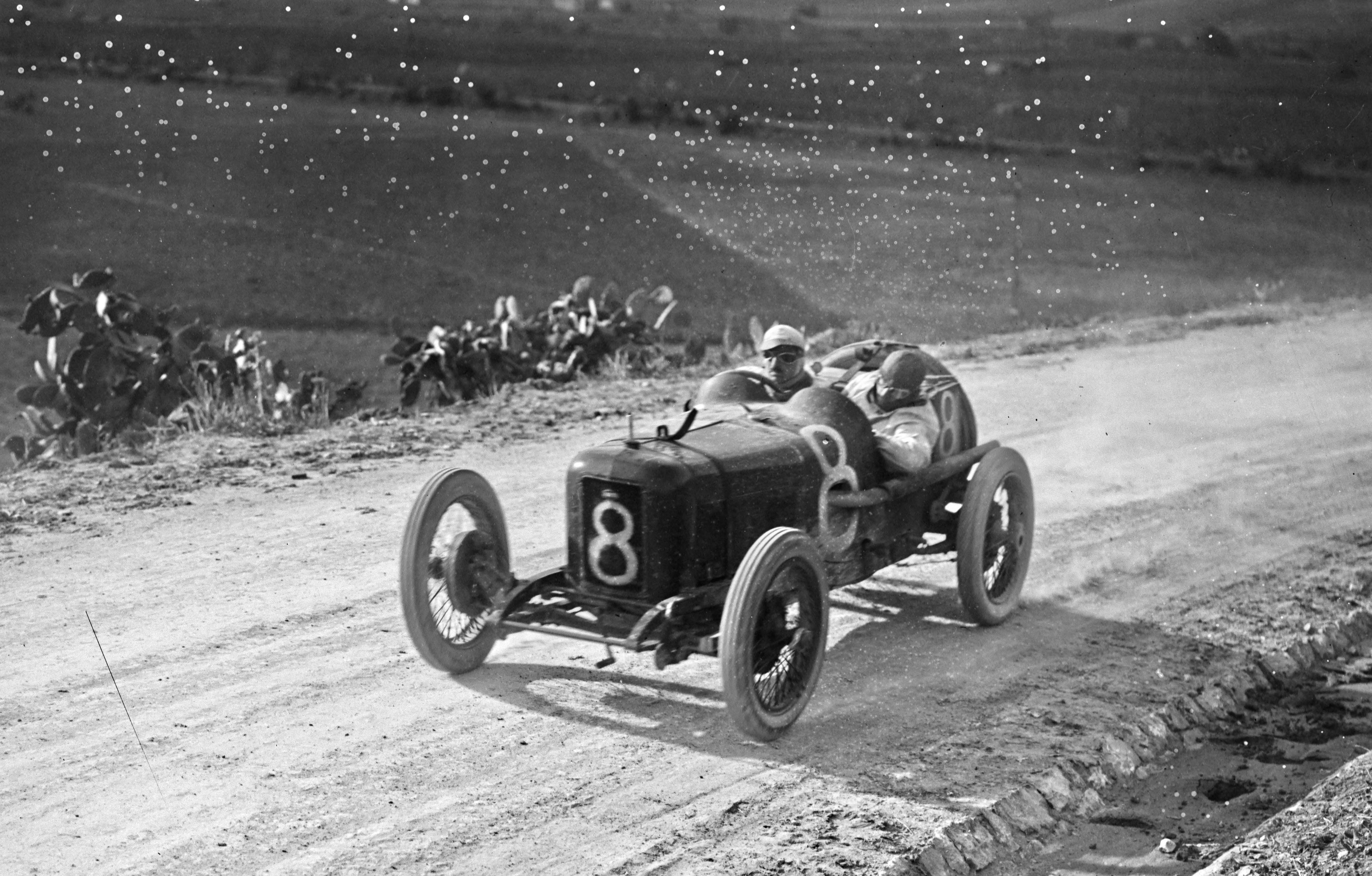
Alfieri Maserati en la Copa Florio de 1922.

Maserati nació en Voghera. En 1903, comenzó a trabajar junto con su hermano Bindo para Isotta Fraschini en Milán, por recomendación de su hermano mayor Carlo Maserati. Siguió a Carlo a Bianchi en 1905, marca para la que compitió en 1909, obteniendo algunos triunfos. Por recomendación de Bindo; Alfieri y Ettore regresaron a Isotta Fraschini para realizar una misión comercial en Argentina en 1912. Tras su regreso a Italia, fundaron un nuevo taller basado en Milán, la Societa Anonima Officine Alfieri Maserati en 1914.
Ambos combatieron en la Primera Guerra Mundial, período en el que su hermano Ernesto pasó a dirigir el taller, dedicado a la  producción masiva de bujías destinadas al esfuerzo bélico. Después de la guerra, se instaló una planta de producción más grande en Bolonia.
Alfieri ganó varias carreras en la década de 1920 y fue mecánico jefe de Diatto desde 1922 hasta 1926, cuando se unió a sus hermanos para crear el Maserati Tipo 26, basado en el chasis Diatto.
El 8 de mayo de 1927, mientras corría con su Tipo 26 en los 312 km de la 1.ª Coppa di Messina disputada en el circuito de Monti Peloritani, Alfieri perdió el control en la primera vuelta y el coche volcó tras chocar con una cuneta, resultando gravemente herido. Sufrió una intervención quirúrgica de emergencia, quedando uno de sus riñones irreparablemente dañado. En 1932, durante una cirugía mal ejecutada en el riñón restante, Alfieri falleció inesperadamente el 3 de marzo por complicaciones mientras estaba en la sala de recuperación, en el Ospedale Maggiore en Bolonia.

## Reconocimientos
- Fue conmemorado con el prototipo "Maserati Alfieri", presentado en 2014 por el centenario de Maserati.[4]